# Dasyhelea fumala
Dasyhelea fumala är en tvåvingeart som beskrevs av Tokunaga 1940. Dasyhelea fumala ingår i släktet Dasyhelea och familjen svidknott. Inga underarter finns listade i Catalogue of Life.